# طائفة لشبونة
طائفة لشبونة كانت إحدى الطوائف الأندلسية في العصور الوسطى تقع في غرب الأندلس في منطقة الثغر الأدنى في شمال غرب الأندلس.
احتلت الطائفة منطقة لشبونة (التي هي في البرتغال الآن) من 1022 إلى 1094.

## أمراء

### سلالة بنو سابور
- عبد العزيز بن سابور — 1022−1030؟
- عبد المالك بن سابور — 1030؟−1034؟

## تاريخ
طائفة لشبونة صمدت حتى 1034 عندما استولى بنو الأفطس على مدينة لشبونة. ظلت تحت سيطرة بنو الأفطس حتى 1093، عندما احتلت المدينة مملكة ليون مؤقتا. أخذت الدولة المرابطية زمام السيطرة على المدينة من 1094 إلى 1141. أسفر عدم الاستقرار في الدولة المرابطية عن تفتت أراضيها وحدته فترة الطوائف الثانية. 
كان الوزيريون متسقلين عن المرابطين وسيطروا على المدينة حتى 1147 حينما حاصرتها مملكة البرتغال من يوليو إلى أكتوبر من تلك السنة، الأمر الذي ختم حكم المسلمين في غرب الثغر الأدنى. 
- Aftasids: 1034-1093
- Kingdom of León: 1093
- Almoravids: 1094−1141
- Kingdom of Portugal بعد الحصار عام 1147